# Hans Detlef Friedrich Asschenfeldt
Hans Detlef Friedrich Asschenfeldt (* 14. Dezember 1787 in Kiel; † 15. September 1856 in Lübeck) war ein deutscher Verlagsbuchhändler und Parlamentarier.

## Leben
Hans Detlef Friedrich Asschenfeldt war ein Sohn des Kieler Kaufmanns Gerhard Johann Asschenfeldt (1747–1811) und dessen Frau Anna Margaretha Hedig, geb. Eckmann (1758–1813). Christoph Karl Julius Asschenfeldt (1792–1856) war sein jüngerer Bruder.
Er erlernte den Buchhandel in Hamburg, Leipzig und Stralsund. Im November 1822 übernahm er die Buchhandlung Niemann in Lübeck und führte diese als Verlagsbuchhandlung unter seinem Namen fort. Die Buchhandlung befand sich in der Fleischhauerstraße 18. Er war Mitglied und seit 1845 Vorsteher der Gesellschaft zur Beförderung gemeinnütziger Tätigkeit, Mitglied der konstituierenden Lübecker Bürgerschaft 1848/1849 und der gewählten Bürgerschaft 1849/1850.
Im November 1826 heiratete er Anna Caroline Emilie Sager, die Tochter des Inhabers der Löwen-Apotheke Adolph Christoff Gabriel Sager. Sie hatten sechs Kinder. Der älteste Sohn Adolph Friedrich Eduard Asschenfeldt (1828–1893) übernahm die Verlagsbuchhandlung, musste aber 1869 Insolvenz anmelden. Der Sohn Carl Detlef Julius Asschenfeldt (1834–1903) wurde Hauptmann, heiratete Johanna Mathilde Kellinghusen, eine Tochter des Hamburger Bürgermeisters Heinrich Kellinghusen und wurde Gutsbesitzer von Ohrfeld in Angeln.

### Aschenfeldt
In vielen Bibliotheks-Verzeichnissen wird der Name des Verlages von Friedrich Asschenfeldt mit nur einem s angegeben. Die Schreibweise auf den gedruckten Titelseiten war Friedr. Asſchenfeldt, wobei ſ für ein langes s hinter dem ersten s steht. Da es heutzutage fast unbekannt ist, wurde es bei der Übertragung mutmaßlich weggelassen.